# Zona Autônoma Sazonal

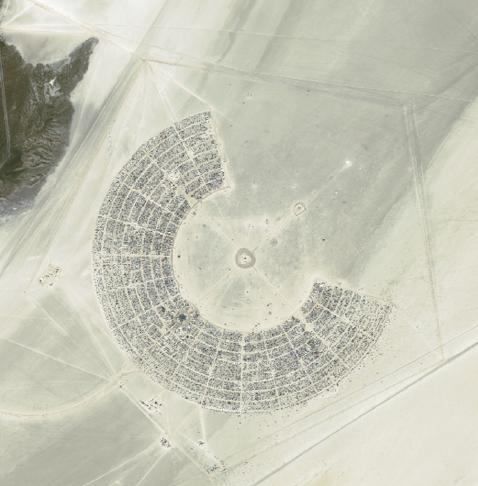
Foto de Satélite da Cidade Black Rock em meio ao deserto, 2005

Zona Autônoma Sazonal é um artigo escrito pelo escritor libertário Hakim Bey no qual ele apresenta o conceito de de zona autônoma sazonal buscando dar conta de formas de constituição de zonas autônomas que se formam em determinada época de um ciclo temporal - ano, década, etc -  para depois desaparecerem e ressurgirem no mesmo período no ciclo temporal seguinte. A ideia se fundamenta em formas de vida históricas e atuais como os pastores transumantes da atualidade e dos antigos guerreiros fenians da Irlanda pré-católica. Um exemplo contemporâneo de zona autônoma sazonal foi o evento conhecido como Burning Man em seu início: consistia em uma reunião de milhares de pessoas no deserto Black Rock, no estado norte-americano de Nevada, que montavam uma verdadeira cidade de barracas conhecida como cidade de Black Rock, ao redor da qual festejavam durante muitos dias.

## Outras obras de Bey
- Amor Obsessivo
- Arquitetonalidade da Psicogeografia ou Hieróglifos da Deriva
- Ataque Oculto às Instituições
- O Blues Utopiano
- Carta Para Valência
- Contra a Legalização
- Coroa Negra & Rosa Negra
- Encontro Criminal
- Guerra da Informação
- O Islã & Os Eugênicos
- Mal Olhado
- Millennium
- A Miséria do Leitor de TAZ
- Nota Sobre o Nacionalismo
- O Obelisco
- Oceano de Limonada & Tempos Modernos
- Paleolitismo Psiquico & Alta Tecnologia
- Palimpsesto
- Por & Contra a Interpretação
- Primitivos e Extropianos
- Rádio Sermonettes
- Religião & Revolução
- Sedução dos Zumbis Cibernéticos
- Sobre a Anarquia
- Superando o Turismo
- Status Ontológico da Teoria da Conspiração
- Tongs Estéticas
- Violações de Fronteiras
- Zona Autônoma Permanente
- Zona Autônoma Temporária
- Zona Proibida (NoGoZone)